# بيترو ماريو
بيترو ماريو فرانشيسكو (29 يونيو 1939 - 31 أغسطس 2020)، هو ممثل ومقدم برامج ومنتج إيطالي حامل للجنسية البرازيلية.